# Nhật nguyệt lăng không
Nhật nguyệt lăng không, là phim truyền hình Trung Quốc nói về mối quan hệ giữa Võ Tắc Thiên, nữ hoàng đế duy nhất trong lịch sử Trung Quốc, và Tạ Dao Hoàn, nữ quan hư cấu phục vụ cho Võ Thị. Được sản xuất bởi Hãng phim Nam Kinh, Hiểu Khánh ảnh thị và Giang Tô Hoa Hạ ảnh thị văn hóa truyền thông. Bộ phim đạo diễn bởi Lộ Kỳ với Lưu Hiểu Khánh, Huỳnh Thánh Y, Tiêu Ân Tuấn, Mã Hiểu Vĩ, Dương Tử đóng chính. Phát sóng lần đầu trên CCTV từ tháng 8 năm 2007 đến tháng 1 năm 2008 tại Trung Quốc, và tháng 11 năm 2008 trện HD Jade tại Hồng Kông .

## Diễn viên
- Lưu Hiểu Khánh vai Võ Tắc Thiên
- Huỳnh Thánh Y vai Tạ Dao Hoàn
- Tiêu Ân Tuấn vai Hạ Lan Mẫn Chi
- Mã Hiểu Vĩ vai Đường Cao Tông
- Quan Hiểu Đồng vai Hoa Cát Na Na
- Dương Tử vai Lạc Tân Vương
- Lý Tông Hàn vai Kiều Trị Chi
- Trâu Nguyên Lang vai Lý Hoằng
- Hứa Thánh Nam vai Lý Hiền
- Từ Bách Hủy vai Dương Mỹ Vân
- Văn Thanh vai Tạ Dao Vĩ
- Lý Tâm Dật vai Trịnh Thục
- Thời Đại Mĩ vai Tái Hồng Phất
- Trương Thư Vũ vai Hạ Lan Mẫn Nguyệt
- Long Nhất Nghi vai Vũ Đoàn Nhi
- Lý Đạo Quân vai Tạ Ngao
- Lưu Vĩ Minh vai Địch Nhân Kiệt
- Vũ Nhạc vai Võ Y Tông
- Lưu Văn Trị vai Thượng Quan Nghi
- Viên Mãn vai Thượng Quan Đình Chi
- La Duy Luân vai Minh Sùng Nghiễm
- Trình Lợi Sa vai Vi hoàng hậu
- Phó Vu Hạnh Tử vai Trịnh Lam
- Hầu Vĩnh Sinh vai Lý Tích
- Thẩm Lỗi vai Lý Kính Nghiệp
- Tạ Lệ vai Tiên Khách Lai
- Nhiêu Khiết Sương vai Tinh Vệ
- Khương Phong vai Trần Tử Ngang
- Quách Cảnh Hoa vai Hứa Kính Tông
- Lưu Hướng Kinh vai Võ Tam Tư
- Triệu Thủ Khải vai Bùi Viêm
- Trương Hân vai Chu Hưng
- Lý Hàn Quân vai Lý Soạn
- Quách Hồng Ba vai Lý Thành
- Trần Thần vai Vương Phục Linh
- Mã Vân vai Vương Phục Thắng

...

## Âm nhạc
| Tên                    | Lời      | Soạn nhạc  | Ca sĩ       | Loại   | Ghi chú |
| ---------------------- | -------- | ---------- | ----------- | ------ | ------- |
| Nhật nguyệt lăng không | Quan Sơn | Triệu Kiệt | Diêu Bối Na | Chủ đề | [ 2 ]   |